# ماساکی جینزابورو
ماساکی جینزابورو (به ژاپنی: 真崎 甚三郎, Masaki Jinzaburō)؛ ۲۷ نوامبر ۱۸۷۶ – ۳۱ اوت ۱۹۵۶) ژنرال نیروی زمینی امپراتوری ژاپن در طی جنگ جهانی دوم اهل ژاپن بود.
وی به عنوان رهبر جناح سیاسی رادیکال در ارتش ژاپن شناخته می‌شد.